# 深底蚶
深底蚶（学名：Bentharaca asperula），是魁蛤目魁蛤科底蚶属的一种。主要分布于越南、中国大陆，常栖息在潮下带400-5000米。